# Боги Боло
Боги Боло (тадж. Боғи Боло; до 2018 года — Учбог) — село (махалла) в Гафуровском районе Согдийской области Республики Таджикистан. Входит в состав джамоата (сельской общины) Ёва Гафуровского района.
Находится на расстоянии 27 км от райцентра (пгт. Гафуров) и 12 км от центра общины (с. Кучаи Калон).
Население — ~ 2000 чел.